# Fraktion der Progressiven Allianz der Sozialdemokraten im Europäischen Parlament/9. Wahlperiode
Die Fraktion der Progressiven Allianz der Sozialdemokraten im Europäischen Parlament in der 9. Wahlperiode 2019 bis 2024 aus 26 nationalen Delegationen zusammen.
Bei Konstituierung des Parlaments hatte die Fraktion 154 Mitglieder, zum Ende 138. 
Fraktionsvorsitzende ist die Spanierin Iratxe García Pérez. Sie löste nach der Europawahl 2019 Udo Bullmann ab, der seit 20. März 2018 die Fraktion geführt hatte. Zweiter Vorsitzender ist der Niederländer Mohammed Chahim.

Länder mit Abgeordneten in der S&D-Fraktion

| Land                   | Partei                                                                  | Partei           | Abgeordnete | Abgeordnete |
| Land                   | National                                                                | Europapartei     | Anzahl      | Mitglieder |
| ---------------------- | ----------------------------------------------------------------------- | ---------------- | ----------- | --- |
| Belgien                | Parti Socialiste                                                        | SPE              | 1/21        | Marie Arena, Marc Tarabella (ausgeschlossen im Januar 2023) |
| Belgien                | Vooruit                                                                 | SPE              | 1/21        | Kathleen Van Brempt |
| Bulgarien              | Bulgarische Sozialistische Partei                                       | SPE              | 4/17        | Elena Jontschewa (bis 6. Mai 2024), Sergei Stanishev, Petar Vitanov, Zwetelina Penkova, Ivo Hristov |
| Dänemark               | Socialdemokraterne                                                      | SPE              | 3/14        | Niels Fuglsang, Christel Schaldemose, Marianne Vind |
| Deutschland            | Sozialdemokratische Partei Deutschlands                                 | SPE              | 16/96       | Jens Geier, Katarina Barley, Udo Bullmann, Maria Noichl, Delara Burkhardt, Bernd Lange, Birgit Sippel, Dietmar Köster, Gabriele Bischoff, Ismail Ertug (bis 2. Juli 2023), Constanze Krehl (bis 2. Oktober 2022), Tiemo Wölken, Petra Kammerevert, Norbert Neuser (bis 10. Januar 2022), Evelyne Gebhardt (bis 1. Februar 2022), Joachim Schuster, Karsten Lucke (seit 11. Januar 2022), René Repasi (seit 2. Februar 2022), Matthias Ecke (seit 3. Oktober 2022), Thomas Rudner (seit 3. Juli 2023) |
| Estland                | Sotsiaaldemokraatlik Erakond                                            | SPE              | 2/7         | Marina Kaljurand, Sven Mikser |
| Finnland               | Suomen sosialidemokraattinen puolue                                     | SPE              | 2/14        | Eero Heinäluoma, Miapetra Kumpula-Natri |
| Frankreich             | Parti socialiste                                                        | SPE              | 3/79        | Sylvie Guillaume, Éric Andrieu (bis 1. Juni 2023), Nora Mebarek (seit 1. Februar 2020), Christophe Clergeau (seit 2. Juni 2023) |
| Frankreich             | Place publique                                                          | –                | 2/79        | Raphaël Glucksmann, Aurore Lalucq |
| Frankreich             | Nouvelle Donne                                                          | –                | 1/79        | Pierre Larrouturou |
| Frankreich             | Unabhängige                                                             | –                | 1/79        | Pascal Durand (seit 29. November 2022) |
| Griechenland           | Kinima Allagis                                                          | SPE              | 1/21        | Nikos Androulakis (bis 2. Mai 2023), Eva Kaili (ausgeschlossen am 9. Dezember 2022), Nikos Papandreou (seit 3. Mai 2023) |
| Griechenland           | Unabhängige                                                             | –                | 1/21        | Theodoros Zagorakis (seit 19. April 2024) |
| Italien                | Partito Democratico                                                     | SPE              | 14/76       | David Sassoli († 11. Januar 2022), Irene Tinagli, Pierfrancesco Majorino (bis 4. April 2023), Patrizia Toia, Brando Benifei, Carlo Calenda (ab November 2019 Mitglied von Azione, bis 16. November 2021 Mitglied der Fraktion), Elisabetta Gualmini, Paolo De Castro, Alessandra Moretti, Simona Bonafè (bis 12. Oktober 2022), Massimiliano Smeriglio (bis 19. März 2024), Roberto Gualtieri (bis 5. September 2019), Franco Roberti, Giuseppe Ferrandino (bis 9. November 2022), Andrea Cozzolino (Ausschluss im Dezember 2022), Pina Picierno, Caterina Chinnici (wechselte im April 2023 zu Forza Italia und EVP) , Nicola Danti (seit 5. September 2019, am 20. Oktober 2019 zu IV übergetreten und am 13. Februar 2020 S&D verlassen), Camilla Laureti (seit 12. Januar 2022), Achille Variati (seit 2. November 2022), Beatrice Covassi (seit 6. Dezember 2022), Daniela Rondinelli (seit 25. Januar 2023), Mercedes Bresso (seit 6. April 2023), Pietro Bartolo (seit März 2023) |
| Italien                | DemoS                                                                   | –                | –           | Pietro Bartolo (bis März 2023) |
| Italien                | Unabhängige                                                             | –                | 1/76        | Giuliano Pisapia |
| Kroatien               | Socijaldemokratska partija Hrvatske                                     | SPE              | 4/12        | Biljana Borzan, Tonino Picula, Predrag Matic, Romana Jerković (seit 1. Februar 2020) |
| Lettland               | Sociāldemokrātiskā partija „Saskaņa“                                    | SPE              | 2/8         | Nils Ušakovs, Andris Ameriks |
| Litauen                | Lietuvos socialdemokratų partija                                        | SPE              | 2/11        | Vilija Blinkevičiūtė, Juozas Olekas |
| Luxemburg              | Lëtzebuerger Sozialistesch Arbechterpartei                              | SPE              | 1/6         | Nicolas Schmit (bis 30. November 2019), Marc Angel (seit 10. Dezember 2019) |
| Malta                  | Partit Laburista                                                        | SPE              | 4/6         | Alfred Sant, Alex Agius Saliba, Josianne Cutajar, Miriam Dalli (bis 18. Oktober 2020), Cyrus Engerer (seit 5. November 2020) |
| Niederlande            | Partij van de Arbeid                                                    | SPE              | 6/29        | Lara Wolters, Agnes Jongerius, Paul Tang, Kati Piri (bis 30. März 2021), Vera Tax, Mohammed Chahim, Thijs Reuten (seit 15. April 2021) |
| Österreich             | Sozialdemokratische Partei Österreichs                                  | SPE              | 5/19        | Andreas Schieder, Evelyn Regner, Günther Sidl, Bettina Vollath (bis 9. Oktober 2022), Hannes Heide, Theresa Bielowski (seit 10. Oktober 2022) |
| Polen                  | Nowa Lewica                                                             | SPE              | 5/52        | Bogusław Liberadzki, Marek Belka, Włodzimierz Cimoszewicz, Leszek Miller, Marek Balt (alle bis Juni 2021 SLD), Robert Biedroń, Łukasz Kohut (bis 10. Juni 2024, beide bis Juni 2021 Wiosna) |
| Polen                  | Wiosna                                                                  | –                | –           | Sylwia Spurek (bis 29. September 2020) |
| Portugal               | Partido Socialista                                                      | SPE              | 9/21        | Carlos Zorrinho, Pedro Marques, Maria Manuel Leitão Marques, Pedro Silva Pereira, Margarida Marques, Isabel Estrada Carvalhais (seit 3. September 2019), Sara Cerdas, Isabel Santos, Manuel Pizarro Castro (bis 9. September 2022), André Bradford († 18. Juli 2019), João Albuquerque (seit 13. September 2022) |
| Rumänien               | Partidul Social Democrat                                                | SPE*             | 7/33        | Dan Nica, Rovana Plumb, Carmen Avram, Claudiu Manda, Tudor Ciuhodaru (bis 23. Februar 2024), Dragoş Benea, Mihai Tudose (bis Januar 2020 Pro România), Victor Negrescu (seit 1. Februar 2020), Cristian Terheș (bis 12. Mai 2020) |
| Rumänien               | Pro România                                                             | SPE (Beobachter) | 1/33        | Corina Crețu |
| Rumänien               | Partidul Umanist Social Liberal                                         | –                | 1/33        | Maria Grapini |
| Schweden               | Sveriges socialdemokratiska arbetareparti                               | SPE              | 5/21        | Heléne Fritzon, Johan Danielsson (bis 29. November 2021), Jytte Guteland (bis 25. September 2022), Erik Bergkvist († 20. Februar 2024), Evin Incir, Ilan De Basso (seit 13. Dezember 2021), Carina Ohlsson (seit 25. September 2022), Linus Glanzelius (seit 27. Februar 2024) |
| Slowakei               | Smer – slovenská sociálna demokracia                                    | SPE*             | –           | Monika Beňová (bis 18. Oktober 2023), Miroslav Čiž († 29. Dezember 2022), Katarína Neveďalová (30. Dezember 2022 bis 18. Oktober 2023) |
| Slowakei               | Unabhängige                                                             | –                | 1/14        | Róbert Hajšel |
| Slowenien              | Socialni demokrati                                                      | SPE              | 2/8         | Tanja Fajon (bis 12. Mai 2022), Milan Brglez, Matjaž Nemec (seit 18. Mai 2022) |
| Spanien                | Partido Socialista Obrero Español/ Partit dels Socialistes de Catalunya | SPE              | 21/59       | Josep Borrell Fontelles, Iratxe García Pérez, Lina Gálvez, Javi López, Inmaculada Rodríguez-Piñero, Iban García del Blanco, Eider Gardiazábal Rubial, Nicolás González Casares, Cristina Maestre, César Luena, Clara Aguilera García, Ignacio Sánchez Amor, Mónica Silvana González, Juan Fernando López Aguilar, Adriana Maldonado López (bis 16. August 2023), Jonás Fernández Álvarez, Alícia Homs Ginel, Javier Moreno Sánchez, Isabel García Muñoz, Domènec Ruiz Devesa, Marcos Ros Sempere (seit 1. Februar 2020), Laura Ballarín Cereza (seit 6. September 2023) |
| Tschechien             | Unabhängige                                                             | –                | 1/21        | Radka Maxova (seit 24. März 2021) |
| Ungarn                 | Magyar Szocialista Párt                                                 | SPE              | 1/21        | István Ujhelyi |
| Ungarn                 | Demokratische Koalition                                                 | SPE (Assoziiert) | 4/21        | Csaba Molnár, Klára Dobrev, Sándor Rónai, Attila Ara-Kovács |
| Vereinigtes Königreich | Labour Party                                                            | SPE              | –           | Richard Corbett, Rory Palmer, Claude Moraes, Seb Dance, Theresa Griffin, Julie Ward, Jude Kirton-Darling, John Howarth, Jackie Jones, Neena Gill (alle mit Ablauf des 31. Januar 2020 ausgeschieden) |
| Zypern                 | Kinima Sosialdimokraton                                                 | SPE              | 1/6         | Demetris Papadakis |
| Zypern                 | Dimokratiko Komma                                                       | –                | 1/6         | Kostas Mavridis |
| Gesamt                 | Gesamt                                                                  | Gesamt           | 138/705     | |

- Weiß: Mitglieder der Sozialdemokratischen Partei Europas (128)
- Grau: Unabhängige Fraktionsmitglieder (10)
- (*) Die Partei ist suspendiert